# NGC 5967
NGC 5967 (другие обозначения — ESO 42-10, AM 1542-753, IRAS15421-7531, PGC 56078) — спиральная галактика с перемычкой (SBc) в созвездии Райская Птица.
Этот объект входит в число перечисленных в оригинальной редакции «Нового общего каталога».
В галактике вспыхнула сверхновая SN 2009gd типа Ic, её пиковая видимая звездная величина составила 16,4.